# 国立療養所武雄病院

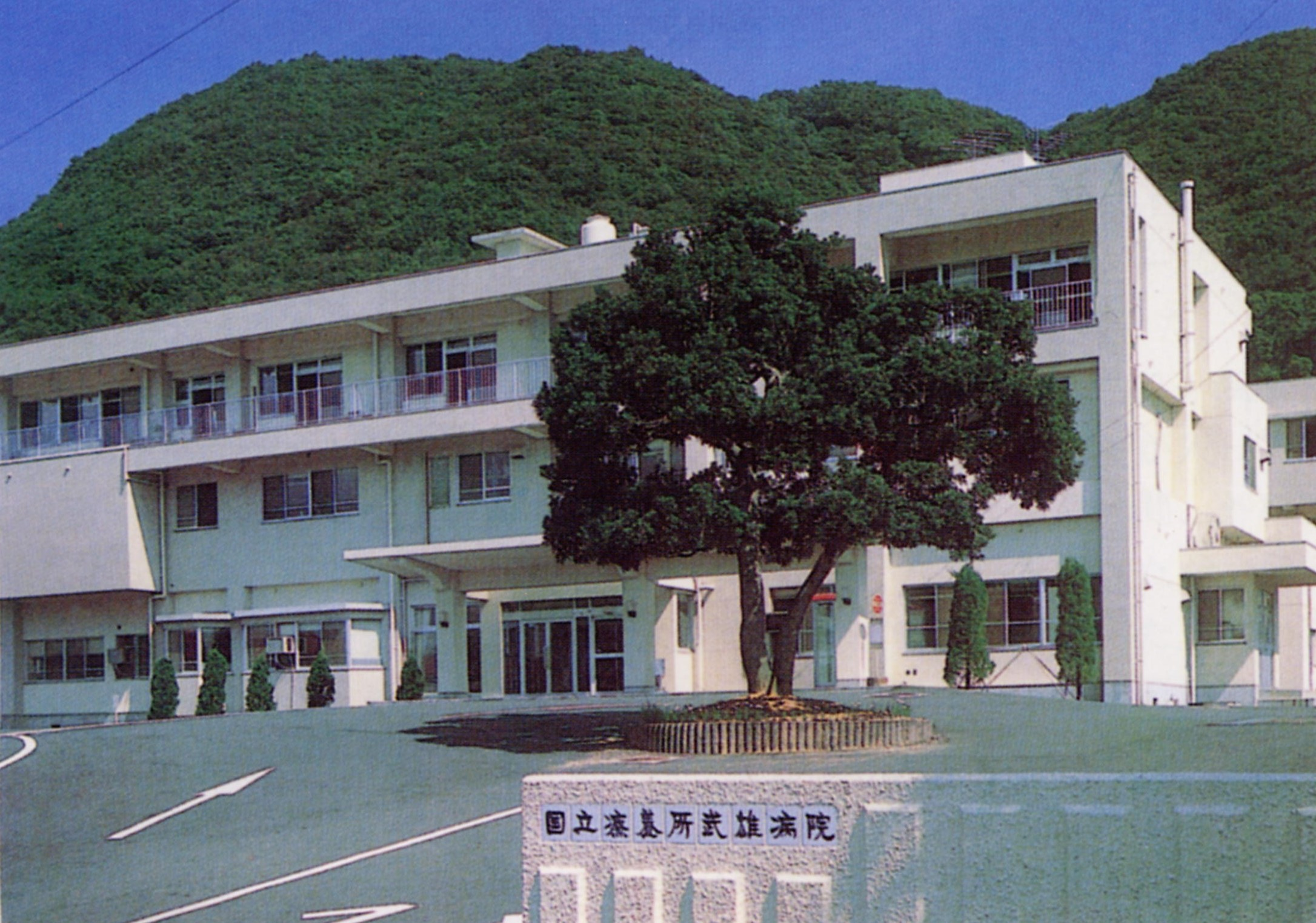
病院外観

国立療養所武雄病院（こくりつりょうようしょたけおびょういん）は、かつて1945年（昭和20年）から2000年（平成12年）まで佐賀県武雄市にあった国立療養所。
2000年（平成12年）2月に国立嬉野病院と組織統合し、土地建物武雄市に移譲。国立嬉野病院は2004年（平成16年）4月に国立病院機構嬉野医療センターへ名称変更。同病院は2019年（令和元年）6月4日、佐賀県嬉野市嬉野町嬉野町大字下宿甲4279-3に新築移転した。

## 沿革
- 1945年（昭和20年）5月5日 - 定床100床の県立結核療養所武雄柏翠荘竣工、日本医療団に統合。[1]
- 1947年（昭和22年）4月1日 - 厚生省に移管、国立佐賀療養所分院武雄柏翠荘設置。
- 1949年（昭和24年）4月1日 - 国立佐賀療養所分院武雄療養所と改称。
- 1952年（昭和27年）4月1日 - 国立佐賀療養所より、国立武雄療養所として分離独立。[1]
- 1975年（昭和50年）4月1日 - 厚生省組織規程の一部改正により、国立療養所武雄病院と改称。[1]
- 1986年（昭和61年）1月9日 - 厚生省の国立病院・療養所再編成計画により、10年で74施設削減。嬉野病院と武雄病院を統合し、武雄病院は廃止と発表。
- 2000年（平成12年）1月25日 - 国と武雄市において基本協定・譲渡契約を締結。
- 2000年（平成12年）2月1日 - 国立嬉野病院と嬉野の地で組織統合。土地・建物は武雄市に移譲され、武雄市民病院が発足した。[1]

## 施設概況
施設の名称・所在地
施設名 - 国立療養所武雄病院
所在地 - 佐賀県武雄市大字富岡11083番地
位置及び環境
佐賀県西部のほぼ中央に位置し、JR武雄温泉駅より1300ｍ（徒歩15分）の柏岳麓、海抜40 - 60ｍの地点にあって、気候は温暖、野鳥のさえずりを毎朝聞き、閑静、空気清浄、木々緑濃く、四季の化に富み、自然に恵まれ、病気療養には最適の環境であった。
敷地・建物の状況
敷地面積 - 31,627m2
建物面積 - 7,593.55m2
標榜診療科
内科、外科、リハビリテーション科
病床
結核20床、一般135床（通知定床150床）　　　　　　      

## 国立療養所武雄病院盛衰記
昭和10年代我が国は結核の蔓延著しく、佐賀県では1939年（昭和14年）中原村に軍人軍属のための国立結核療養所が設置されたが、一般人の結核患者収容のための施設として県立結核療養所設置の必要に迫られ、真崎長年知事の時県議会の議案となった。地理的、水量の関係で武雄町柏岳の麓に設置されることに決定した。
- 1940年（昭和15年）11月24日 - 県議会へ県立結核療養所建設の予算案提出。

- 1941年（昭和16年）2月25日 - 佐賀県知事より厚生大臣あて県立結核療養所設置に関する認可申請。

- 同年8月1日 - 県議会の審議により、県立結核療養所白翠荘と命名。

- 1943年（昭和18年）3月16日 - 武雄町（松尾常次町長）は県立結核療養所白翠荘敷地として、武雄町大字富岡水谷荘の土地を買収寄付することを議決。

- 1945年（昭和20年）5月5日 - 定床100床の結核療養所竣工、日本医療団に統合。日本医療団は1942年（昭和17年）に公布された国民医療法に基づいて、政府出資1億円を基に、国民体力の向上と医療の普及を図ることを推進し、結核の撲滅と無医地区の解消をめざし、主な役割は公立結核療所などの経営移管であった。終戦の頃から日本医療団は財政的困難に陥り、インフレの亢進と政府資金の貸し出し制限によって経営の危機に直面、主務官庁である厚生省は1945年（昭和21年）末審議の結果日本医療団を解散し、その所管の結核療養所を国営に移管することにした。

- 1947年（昭和22年）4月1日 - 本院も厚生省に移管され、国立佐賀療養所分院武雄白翠荘と改称。

- 1949年（昭和24年）4月1日 - 国立佐賀療養所分院武雄療養所と改称。

戦後の早い時期は結核に有効な薬はなく、療養の中心は大気、安静、栄養であり、人工気胸法、胸郭形成術が行われていた。1950（昭和25）年頃よりストレプトマイシン、1951年（昭和26年）頃よりパス等の使用が可能となり、死亡率は激減し始めたが、武雄療養所では1953年（昭和28年） - 1954年（昭和29年）頃までは沢山の入所者を抱えており、その大部分は重症者であった。空床もなく、自宅待機して死亡される患者が続出していた。所内でも高度排菌で腸結核を来し、全身衰弱、高熱が続き死亡するもの、突然の喀血で死亡するものもあった。1954年（昭和29）に至り、SM、INH、PASの三者併用が部分的に認められるようになった。
- 1956年（昭和31年） - 久保田重則が所長として着任、結核新薬エタンプトール、リファンピシンなど治験の段階積極的に参加し、病棟における排菌患者は激減した。柴田は1966年（昭和41年）胃癌検診・結核検診を開始し、同年9月行政や医師会と保健連絡協議会を設けるなど活躍した。結核の減少に伴い脳卒中後遺症のリハビリテーションや非結核性に対する医療の需要が高まり、1969年（昭和44年）の第一病棟完成時には機能訓練棟も併設されている。1976年（昭和51年）9月より久留米大学から消化器外科医の派遣が始まり、消化器疾患の診断と手術の著しい進歩が見られた。

- 1978年（昭和53年）年6月 - 鉄筋整備工事開始。

- 同年11月 - 福田廣治が院長就任。

- 1981年（昭和56年）2月 - 機能訓練棟完成。

- 1981年（昭和56年）9月 - 全病棟の鉄筋化達成。

その後、結核は勿論のこと、消化器疾患、循環器疾患、脳卒中、糖尿病などの一般疾患についても質の高い診療が行われた。診療には、胃癌・大腸癌の手術、腹腔鏡下胆嚢摘出術、永久ペースメーカー植え込み術、在宅酸素療法も行われた。1日平均入院患者数は当時結核の入院治療期間が長かったこともあり、1986年（昭和61年）まで140名以上を維持していた。1990年（平成2年）頃は脳卒中後遺症の患者かなり長期入院していた。しかしX線CT装置が近隣私的医療機関に続々設置されたにもかかわらず、本院には最後まで整備されず、検査が必要な患者は看護師が付き添ってX線CT装置がある医療機関に搬送するという不自由を強いられた。さらに市内に脳外科を始めとする多くの医療機関が新規開業、特別養護老人ホームや老健施設の新設、患者自己負担の増加の影響もあり、入院患者数は次第に減少した。
- 1986年（昭和61年）1月9日 - 国立病院療養所再編成の全体計画公表、本院もその対象施設に指名された。その後、国立療養所武雄病院存続期成会の結成と存続運動が行われたが、1994年（平成6年）9月9日に武雄商工会議所による「要望書」の提出、次いで地域医療審議会が設置され、1995年（平成7）2月20日に第1回の会議を開催。1996年（平成8年）2月27日、同審議会は「市立病院として充実整備することが適当」と答申。

さらに結核患者の治療期間の短縮により結核入院患者が減少、佐賀県西部の他の医療機関の結核病棟はほとんど閉鎖される情勢となった。
- 1997年（平成9年）12月 - 結核病棟改修工事、結核病床55床から、結核20床、一般30床への病床種別変更が行われた。

- 1998年（平成10年）7月21日 - 臨時市議会で古庄健介武雄市長が、本院を市立病院として引き継ぐことを表明。

- 2000年（平成12年）2月1日 - 国立嬉野病院と組織統合、武雄市に経営移譲が行われた。閉院時の職員数は102名、臨時職員を除く100名のその後の勤務先は、国立嬉野病院34名、その他の国立病院等23名、武雄市民病院40名、退職3名であった。

## 後史
国立嬉野病院は2004年（平成16年）4月国立病院機構嬉野医療センターと名称変更。同病院は2019年（令和元年）6月4日、佐賀県嬉野市嬉野町嬉野町大字下宿甲4279-3に新築移転した。
2000年（平成12年）2月1日に武雄市民病院が発足したが、2010年（平成22年）2月社団法人巨樹の会新武雄病院に運営委譲された。　

## 跡地
2023年（令和5年）2月の時点で、特定非営利活動法人ゆとり新武雄在宅復帰への道の家として利用されている。